# Josias Fendall
Josias Fendall (* 1628 in England; † zwischen 1687 und 1692 im heutigen North Carolina) war ein englischer Kolonialgouverneur der Province of Maryland.

## Leben
Über die frühen Jahre Fendalls geben die Quellen keinen Aufschluss. Im Jahr 1655 gehörte er zum Stab des damaligen Kolonialgouverneurs William Stone. Dieser wurde durch einen Aufstand der Puritaner vorübergehend vertrieben. Stone stellte eine eigene Streitmacht zusammen, mit der er die alten Machtverhältnisse in Maryland wiederherstellen wollte und der auch Fendall angehörte. In diesem Zusammenhang kam es am 25. März 1655 zur Schlacht beim Severn (Battle of the Severn), bei der Stone verwundet wurde und in Gefangenschaft geriet. Die siegreichen Puritaner spielten zwischenzeitlich mit dem Gedanken ihn und Josias Fendall hinzurichten. Eine Wende in Maryland gab es erst 1657 als Lord Baltimore wieder in seine alten Rechte eingesetzt wurde. William Stone, und mit ihm Josias Fendall, wurden zwischenzeitlich wieder freigelassen.
Nach dem Ende der Revolte (1657) wurde Josias Fendall von Cæcilius Calvert, 2. Baron Baltimore dem alten und neuen Eigentümer der Province of Maryland als Nachfolger Stones zum neuen Gouverneur der Kolonie ernennt. Gleichzeitig erhielt Fendall eine Landschenkung. In der Folge stärkte der neue Gouverneur die Miliz und er teilte die Provinz in verschiedene Verwaltungsbezirke auf. Im März 1660 wandte sich Fendall plötzlich gegen Lord Baltimore und inszenierte die sogenannte Fendall Rebellion. Dabei ging es auch um die Stellung des kolonialen Parlaments und die Frage ob dieses in zwei Kammern (Ober und Unterhaus) geteilt sein sollte. Nach der Rückkehr von König Karl II. auf den englischen Thron und der damit verbundenen Wiedereinführung der Monarchie in England im Mai 1660 verlor die Rebellion ihre Unterstützung in London und brach schließlich zusammen. Lord Baltimore ernannte 1660 seinen Bruder Phillip Calvert zum neuen Gouverneur von Maryland. Fendall wurde des Hochverrats beschuldigt und angeklagt aber vom neuen Gouverneur begnadigt. Er zog sich daraufhin auf sein Anwesen zurück und hielt sich für einige Jahre politisch zurück. Im Jahr 1678 wurde er in das koloniale Parlament gewählt. Dieser Sitz wurde ihm aber vom neuen Gouverneur Charles Calvert, 3. Baron Baltimore verwehrt. Dieser misstraute Fendall und befürchtete einen erneuten Rebellionsversuch. In der Tat begann Fendall erneut gegen Calvert zu agieren. Er verbreitete das Gerücht der Lord wolle die Protestanten in Maryland auch mit Hilfe von Indianerangriffen ausrotten. Daher plante Fendall einen erneuten Aufstand. Er wurde verhaftet und 1681 endgültig aus Maryland verbannt. Er zog in den Süden der Kolonie Virginia, in ein Gebiet das später zum Perquimans County in North Carolina wurde. Dort wurde er auch mit Unruhen in Verbindung gebracht. Sein Sterbedatum wird in den Quellen unterschiedlich wiedergegeben. Es liegt zwischen den Jahren 1687 und 1692.